# Edwin Agustín Lozada
Edwin Agustín Lozada (ur. 1954) – filipiński pisarz i poeta.
Urodził się w San Fernando (La Union), dorastał w Kalifornii. Kształcił się w zakresie filologii hiszpańskiej i muzyki na Uniwersytecie Stanowym Kalifornii oraz na Uniwersytecie Complutense w Madrycie (1980-1981). Tworzy głównie w języku hiszpańskim, czasem dokonując autotłumaczeń na język angielski. Nawiązuje do tradycji literatury filipińskiej z XIX wieku, podkreśla również konieczność podtrzymania ciągłości oryginalnej filipińskiej produkcji literackiej w języku kastylijskim. 
Opublikował kilka zbiorów poezji, w tym Sueños anónimos/Anonymous Dreams (2001) i Bosquejos/Sketches (2002, 2003). Stypendysta San Francisco Individual Artist Commissions (2001), przewodniczy Philippine American Writers and Artists, Inc. Od 2017 redaktor naczelny internetowego półrocznika Revista Filipina, poświęconego kulturze hiszpanofilipińskiej.
Przez krytykę zaliczany do nowej generacji pisarzy hiszpanofilipińskich, którzy swoją łączność ze światem hiszpańskojęzycznym wywodzą z międzynarodowego, nie zaś rodzimego, powiązanego z archipelagiem źródła.